# حسینیه برغان
حسینیه برغان مربوط به دوره صفوی است و در شهرستان ساوجبلاغ، بخش چندار، روستای برغان واقع شده و این اثر در تاریخ ۲ بهمن ۱۳۸۲ با شمارهٔ ثبت ۱۰۸۲۴ به‌عنوان یکی از آثار ملی ایران به ثبت رسیده است.